# Lectrr
Lectrr is de artiestennaam van Steven Degryse (Roeselare, 27 mei 1979), een Belgische cartoonist, columnist en striptekenaar.

## Biografie
Eind jaren 90 debuteerde Lectrr op het internet, als een van de eerste Vlaamse cartoonisten met een dagelijkse cartoon. Zijn website groeide explosief en al snel kon de tekenaar debuteren in Vlaamse en Nederlandse striptijdschriften zoals Ink, Myx en Zone 5300. Sinds 2004 publiceert hij ook in het Frans, Engels (onder andere in het Verenigd Koninkrijk, maar ook in verschillende Amerikaanse kranten), Duits, Hongaars, Zweeds, Noors, Afrikaans en Turks.
Begin 21e eeuw maakte Lectrr de overstap naar professioneel cartoons maken, en al snel tekende hij voor tijdschriften als Computer Magazine, Algemeen Dagblad (NL), Maxim, Menzo, Quest, Veronica Magazine (NL), HP/De Tijd, Humo, Vacature en P-Magazine. Op het internet was Lectrr actief bij grote portals als Planet.nl (tot 2007) en NU.nl (tot 31 augustus 2010). Begin 2005 kwam zijn eerste bundel "Hara Kiwi" op de markt. Sinds februari 2011 is Lectrr huiscartoonist bij  De Standaard. Verder publiceert hij o.a. in Prospect Magazine (VK) en wordt zijn werk wereldwijd in kranten verspreid door The New York Times Syndicate. Als striptekenaar werkte hij samen met de Gentse zanger en schrijver Luc De Vos. Sinds januari 2008 maakt hij de dagelijkse strookstrip 'Lars' die in onder andere het AD (Algemeen Dagblad) (NL), Gazet van Antwerpen, Het Belang van Limburg, Helsingborgs Dagblad  (Zweden) en hondenmagazine Woef verschijnt.
Naast tekenen schrijft Lectrr ook columns. Voor CJP Nederland schreef hij een tijdlang korte verhaaltjes en op Gentse stadsradio Urgent.fm las hij elke week een column voor. Lectrr ontwerpt T-shirts voor zijn eigen T-shirtlijn, en midden 2006 ontwierp hij ook T-shirts en kinderkleertjes voor Greenpeace.
Lectrr is ook actief als stand-upcomedian, samen met onder andere Hanco Kolk en Peter de Wit trok hij door Nederland met de Cartoonference, een wilde mengeling van conference, stand-upcomedy en strips op het podium. Lectrr werd meermaals genomineerd voor de Grote Press Cartoon Belgium-prijs, verdiende een nominatie voor een stripschappenning en verdiende een tweede plaats in de BeNe-Cartoon publieksprijs 2004. In 2009, 2010, 2011, 2014, 2015, 2016 en 2017 zat Lectrr in de jury van het Internationale Cartoonfestival van Knokke-Heist. Van 2011 tot 2014 was Lectrr stadstekenaar van Turnhout. In 2012 werd Lectrr peter van de tekenwedstrijd voor kinderen georganiseerd door UNEP, de milieuorganisatie van de VN, sinds 2015 is hij peter en jurylid van de tekenwedstrijd van Cartoon Network. Begin 2017 kondigde hij via Twitter aan dat hij aan de slag gaat als tekenaar bij het Britse platenlabel Ninja Tune. Lectrr is lid van Cartooning for Peace.
Sinds 2016 maakt hij deel uit van The Wolfpack, een denktank van Standaard Uitgeverij die oude reeksen van Willy Vandersteen naar de 21e eeuw moet hervertalen. Hij werd dan ook gevraagd om als scenarist een remake te maken van De Rode Ridder. Samen met Stedho bedacht hij Red Rider.

## Televisie
- Late Night Live (JimTV, juli en augustus 2004), live cartoonen tijdens Late Night Talkshow met verschillende gasten.
- Portret (WTV, 20 november 2005), de West-Vlaamse regionale zender draait een portret over Lectrr.
- De Strip Hertekend (Canvas, 28 januari 2009), een portret van de jonge generatie Vlaamse tekenaars. Met een kort Lectrr-interview.
- De Canvascrack (Canvas, 2008), In de populaire tv-quiz is Lectrr even Canvascrack.
- Hartelijke Groeten Aan Iedereen (Eén, 7 maart 2009), live cartoons tijdens de uitzending (met onder andere Guido Belcanto, Louis de Cordier en Jan Verheyen)
- Zonde van de zendtijd (Canvas, 2010), figurantenrol als 'man in het toilet'.
- Man Bijt Hond (Eén, 2010-2011), vaste tekenaar in de rubriek 'Dag op Dag'.
- Het goddelijke monster (Canvas, 2011), figurantenrol als bankdirecteur.
- Taxi Vanoudenhove (Eén, 2012).
- De Zevende Dag (Eén, 24 november 2013), als mediawatcher van de week.
- De Ideale Wereld (VIER, 5 februari 2015), cartoons besproken door bejaarden.
- Reyers Laat (Canvas, 20 mei 2015), samen met Marec over de ruzie bij Charlie Hebdo.
- Ter Zake (Canvas, 5 januari 2020), samen met Marec over 5 jaar aanslagen op Charlie Hebdo.
- Trizombie (najaar 2023), Lectrrs eerste fictiereeks. Met een figurantenrol als het personage Kenny Liever.

## Wetenswaardigheden
- Een bekende studiegenoot is kunstenaar Nick Ervinck, die Lectrr al van tijdens zijn jeugdjaren kende. Ervinck en Lectrr werkten samen als jobstudent bij Stad Roeselare waar ze samen aan de huisstijl van jeugdhuis Diezie werkten. Tijdens hun studies experimenteren ze samen met 3D-software.
- In 2004 was Lectrr co-presentator van het Urgent.fm-radioprogramma 'Spoetnik'. Producer van het programma was Fredo Fredonis, beter bekend als de ene helft van Fredo & Thang, toenmalig resident dj's in de Gentse Culture Club. Fredo is momenteel vooral bekend van zijn muzikale projecten, waaronder Villa die remixen maakten voor onder andere Moby
- Lectrr is vegetariër en drinkt geen alcohol.
- Lectrr is ook uitgever van het werk van andere tekenaars. Zijn uitgeverij Ooga Booga Comics gaf het stripdebuut uit van Hof van Commerce-frontman Serge Buyse.
- Hoewel hij een populaire strip maakt over honden lijdt Lectrr aan kynofobie.
- Zijn allereerste publicatie als striptekenaar versierde hij als elfjarige. Toen mocht Lectrr een jaar lang een wekelijkse strip voor de Roularta-kranten 'De Weekbode', 'Brugsch Handelsblad', en 'de Zeewacht' tekenen.
- Als zevenjarige wint Lectrr een tekenwedstrijd van het ESA. De winnende tekeningen zullen bij de terugkeer van de Komeet van Halley tentoongesteld worden in het Louvre in Parijs, in 2061. Lectrr zal dan 82 zijn.
- Lectrr heeft een cameo als Professor Degryse in het album 'Cromimi' van Suske en Wiske door Gerben Valkema en Yann, en als zichzelf in 'Hoort U Het Ook Eens Van Een Ander' van de Kiekeboes.

## Prijzen
- Red Rider: De Zevende Scherf - FNAC Stripprijs 2018 (beste strip van het jaar 2017), samen met Stedho.
- Grand Prize in de 18e International Editorial Cartoon Competition (UNESCO Canada).
- Winnaar European Cartoon Awards 2024[1]